# 有喙亞目
有喙亞目（學名：Glossata）是鱗翅目的一個亞目，包含所有有可捲曲喙的蛾及蝴蝶。

## 外部連結
维基共享资源上的相關多媒體資源：有喙亞目
 維基物種上的相關：有喙亞目